# Full-Reuenthal
Full-Reuenthal (schweizerdeutsch: Full-Röilete, fulː ˈrœjlətə) ist eine Einwohnergemeinde im Schweizer Kanton Aargau. Die nördlichste Gemeinde des Kantons gehört zum Bezirk Zurzach, liegt am Hochrhein an der Grenze zu Deutschland und besteht aus den Dörfern Full und Reuenthal.

## Geographie
Full (315 m ü. M.) ist eine Streusiedlung im Fullerfeld, einer weitläufigen Schotterebene, die vom Rhein beinahe halbkreisförmig umflossen wird. Rund zwei Kilometer südöstlich von Full mündet die Aare in den Rhein. Die Siedlung mit rund 700 Einwohnern besteht aus den Ortsteilen Unterdorf, Fahrhäuser und Jüppen, die lose miteinander verbunden sind. Etwas mehr als einen Kilometer südlich davon liegt Reuenthal (386 m ü. M.). Das knapp 200 Einwohner zählende Dorf befindet sich auf einer erhöht liegenden Ebene, getrennt durch die Fullerhalde, einem rund achtzig Meter hohen Kalkfelsen.
Die Fläche des Gemeindegebiets beträgt 478 Hektaren, davon sind 111 Hektaren bewaldet und 65 Hektaren überbaut. Der höchste Punkt liegt auf 424 Metern oberhalb der Fullerhalde, der tiefste auf 310 Metern am Rhein. Nachbargemeinden sind Waldshut-Tiengen im Norden, Leuggern im Süden, Leibstadt im Südwesten und Dogern im Westen.

## Geschichte
Früheste Siedlungsspuren stammen von den Helvetiern, einem Keltenstamm, der um 500 v. Chr. das Gebiet in Besitz nahm. Ab etwa 15 v. Chr. festigten die Römer ihre Herrschaft. Von 259 bis 277 hielten die Alamannen das Gebiet südlich des Rheins besetzt, bevor sie von den Römern zurückgedrängt wurden. Der Rhein bildete die Nordgrenze des Römischen Reichs, bei Jüppen bestand ein Wachtturm. Zu Beginn des 5. Jahrhunderts zogen sich die Römer endgültig über die Alpen zurück. Die Alamannen besiedelten die Region und assimilierten allmählich die romanisierten Kelten.
1231 vermachten die Freien von Bernau ihren Grundbesitz dem Johanniterorden. Die Johanniter teilten ihren neu erworbenen Besitz zunächst der Kommende Bubikon im Zürcher Oberland zu. 1250 erfolgte die Gründung der Kommende Leuggern. Diese entwickelte sich zum religiösen und politischen Zentrum des Kirchspiels Leuggern, das die heutigen Gemeinden Leuggern, Böttstein, Full-Reuenthal und Leibstadt umfasste. Die erste urkundliche Erwähnung von Reuwintal erfolgte im Jahr 1258, der Ortsname stammt vom althochdeutschen Riuwintale und bedeutet «Tal des Riuwo». Der erste Hinweis auf die Siedlung Wulne findet sich im Habsburger Urbar von 1303/08. Dieser Ortsname ist von (ze) follinun abgeleitet, was auf Althochdeutsch «beim aufgeschütteten Boden» bedeutet.
1415 eroberten die Eidgenossen den Aargau und lösten die Habsburger als Landesherren ab. Das Kirchspiel war nun Teil der Grafschaft Baden, einer Gemeinen Herrschaft der Eidgenossenschaft. Während des Schwabenkrieges erlitten die Dörfer des Kirchspiels schwere Verwüstungen und Plünderungen; Full wurde am 22. Februar 1499 von schwäbischen Truppen zerstört, nach dem Krieg erfolgte der Wiederaufbau. Von 1529 bis 1531 hielten Truppen der reformierten Stadt Bern das Kirchspiel besetzt, die Bevölkerung blieb jedoch katholisch.

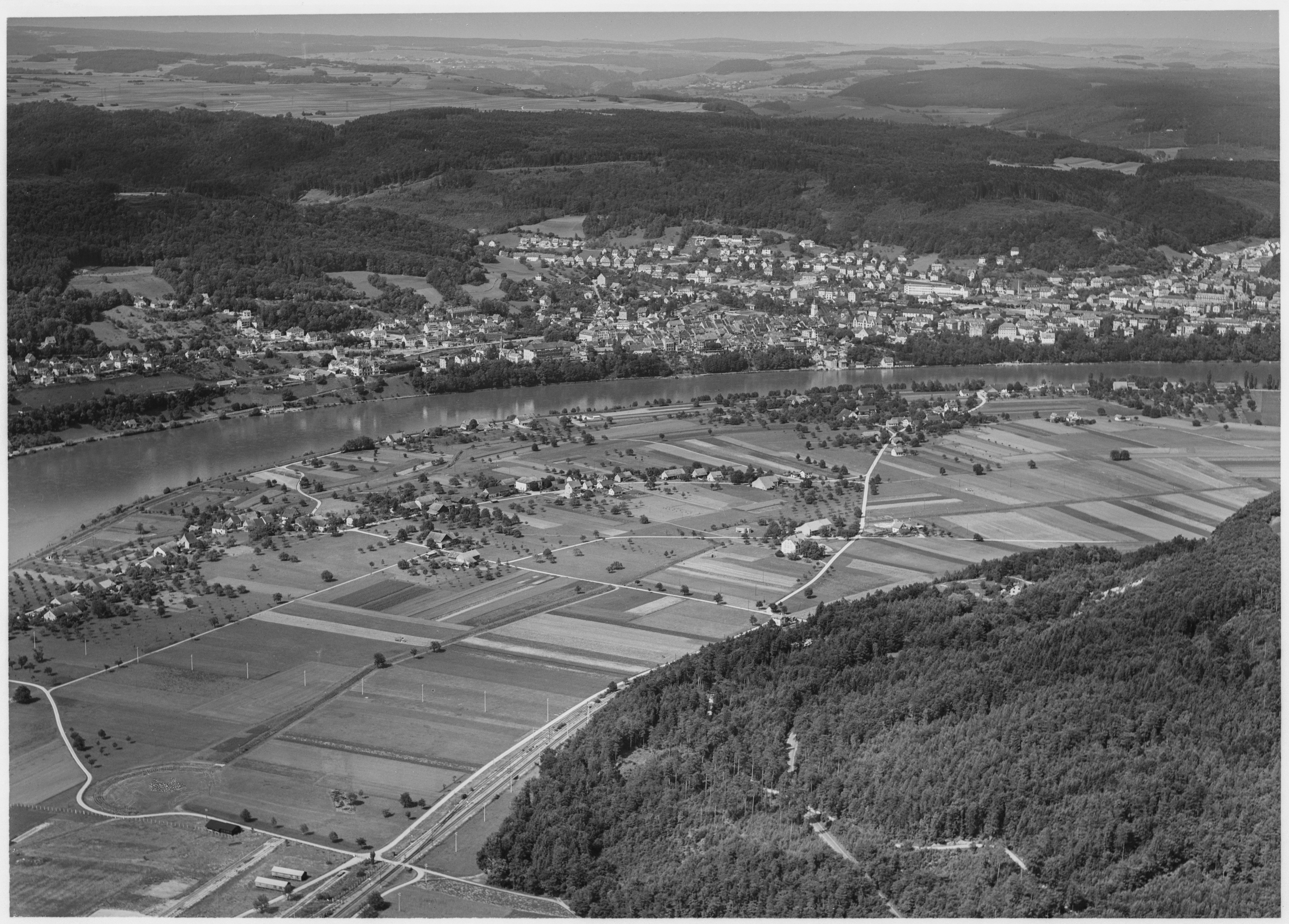
Luftansicht (1953)

Im März 1798 nahmen die Franzosen die Schweiz ein, und das Kirchspiel gelangte zum kurzlebigen Kanton Baden der Helvetischen Republik. Es entstanden die Munizipalitäten Böttstein und Leuggern. Während des Zweiten Koalitionskrieges im Jahr 1799 verlief die Frontlinie zwischen Franzosen und Österreichern mitten durch das Aaretal südöstlich von Full und Reuenthal. Am Zusammenfluss von Aare und Rhein hatten die Franzosen ein Lager errichtet. Durch Requirierungen und Zwangseinquartierungen litt die Bevölkerung grosse Not.
Nachdem 1803 durch die Mediationsakte von Napoleon Bonaparte der Kanton Baden aufgelöst und im Kanton Aargau aufgegangen war, wurden die Dörfer des Kirchspiels in einer einzigen Gemeinde wiedervereinigt. Mit einer Fläche von über 30 Quadratkilometern war sie die grösste des Kantons. Der Grosse Rat beschloss 1816 die Teilung der Grossgemeinde in die Gemeinden Böttstein, Leuggern und Oberleibstadt. Er war der Meinung, eine derart grosse Gemeinde ohne eigentliches Zentrum sei wirtschaftlich nicht überlebensfähig. Bis 1832 gehörten Full und Reuenthal zur Gemeinde Oberleibstadt und bilden seither eine eigenständige Gemeinde. 1902 erfolgte die letzte Grenzbereinigung, als der kleine Weiler Jüppen von Leuggern abgetrennt und der Gemeinde Full-Reuenthal angefügt wurde.
Die Bevölkerung lebte bis ins frühe 20. Jahrhundert weitgehend von der Landwirtschaft, die Industrialisierung hielt nur langsam Einzug. Im Jahr 1939, kurz vor Beginn des Zweiten Weltkriegs, stellte das Militär die Festung Reuenthal fertig, die einen allfälligen Angriff deutscher Truppen hätte aufhalten sollen. Bei der Bombardierung von Waldshut am 19. Februar 1945 fielen zwei Bomben auf den Weiler Jüppen und richteten erheblichen Sachschaden an. In der zweiten Hälfte des 20. Jahrhunderts gab es mehrmals Projekte für die Schiffbarmachung von Rhein und Aare, in den 1980er Jahren sogar Pläne für einen Flusshafen im Fullerfeld (siehe Transhelvetischer Kanal). Alle diese Projekte scheiterten am Widerstand von Bevölkerung und Naturschützern. Zu Beginn des 21. Jahrhunderts wehrten sich die Bewohner der Gemeinde erfolgreich gegen die Absicht, die geplante deutsche Bundesautobahn 98 ein Stück weit über das Fullerfeld zu führen. Mittlerweile wird wieder die Bergvariante nördlich an Waldshut vorbei favorisiert.

## Sehenswürdigkeiten

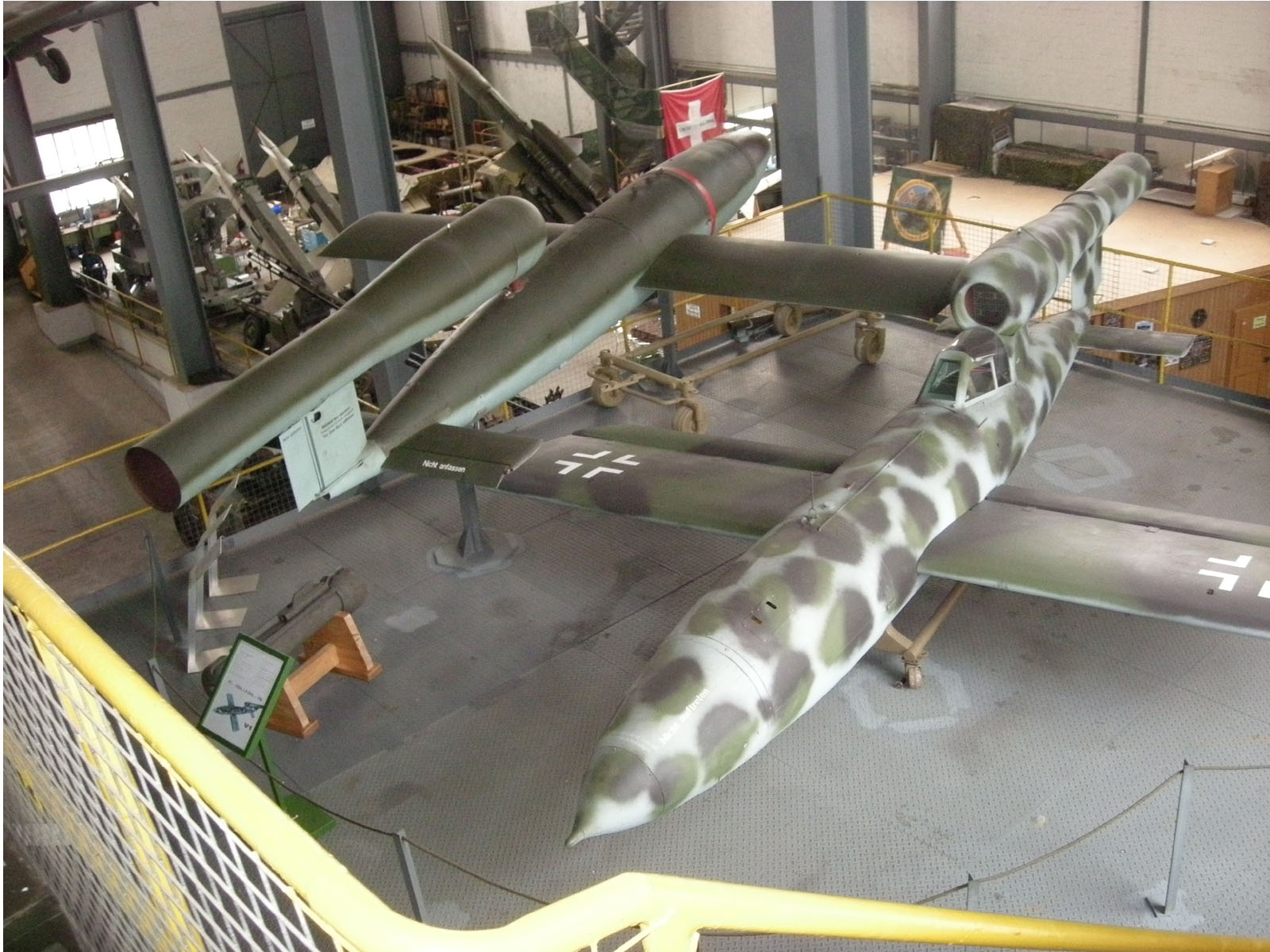
Schweizerisches Militärmuseum

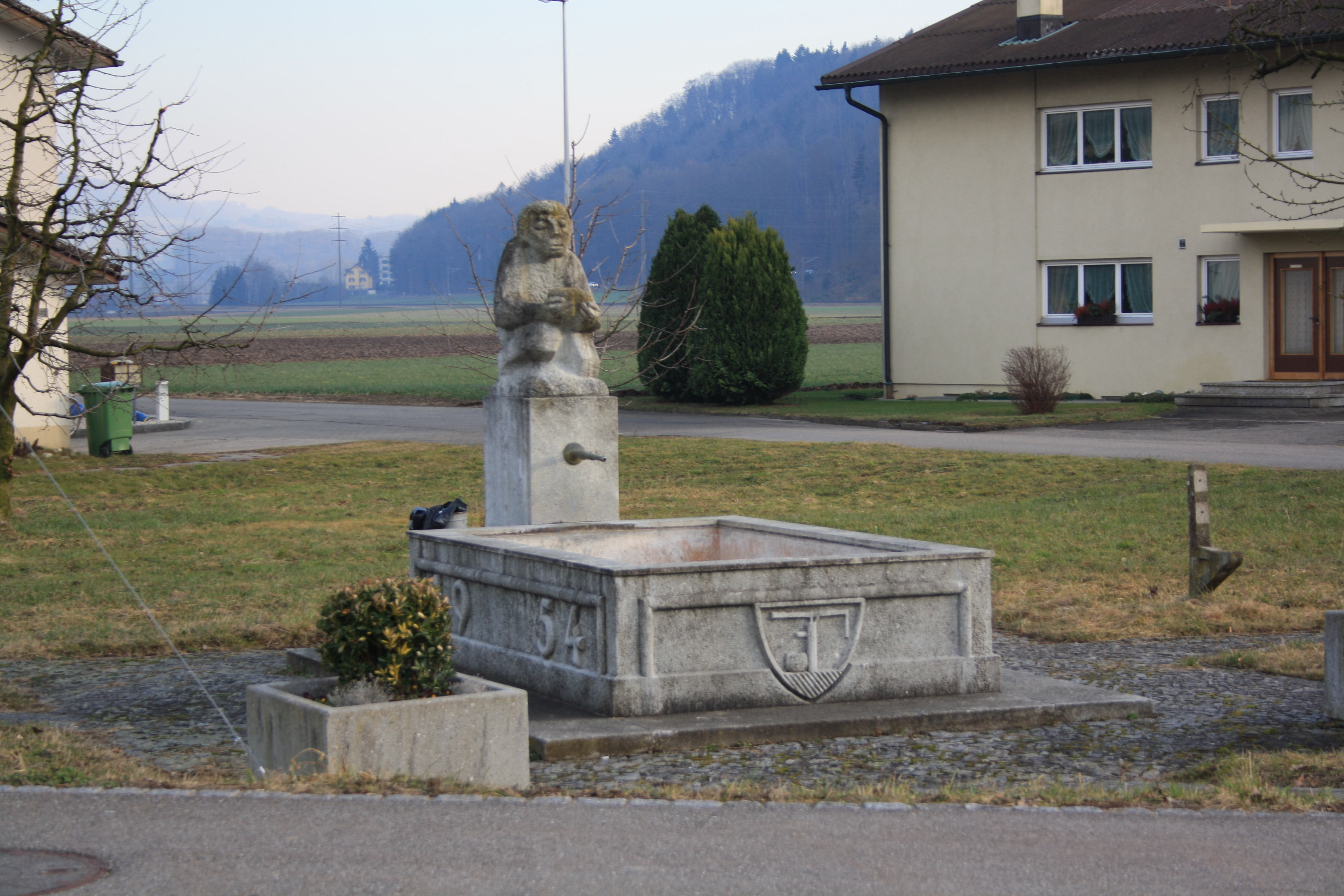
Brunnen in Full

In Full-Reuenthal befindet sich das Schweizerische Militärmuseum. Dabei werden in Full in mehreren ehemaligen Fabrikhallen Panzer, Artillerie-, Fliegerabwehr- und Panzerabwehrgeschütze der Schweizer Armee und anderer Armeen gezeigt, während in Reuenthal das ehemalige Artilleriewerk öffentlich zugänglich gemacht worden ist.
Der Verein 241-A-65 betreibt seit 2008 im Dampflok-Depot Full ein kleines Eisenbahnmuseum. Herzstück der Sammlung ist eine französische Schnellzug-Dampflokomotive der SNCF-Baureihe 241 A, mit der regelmässig Sonderfahrten durchgeführt werden.

## Wappen
Die Blasonierung des Gemeindewappens lautet: «In Gelb auf grünem Boden schwarze Grundwasserpumpe mit waagrechtem schwarzem Schwengel und schwarzem Trog.» Bis 1952 besass die Gemeinde kein eigenes Wappen. Aus Mangel an historischen Vorbildern favorisierte man Fisch und Zwerg als Wappenmotiv. Auf Anraten der kantonalen Wappenkommission entschied sich der Gemeinderat dann aber für eine Grundwasserpumpe, die bis in die 1920er Jahre für diese Gegend typisch und zahlreich vorhanden waren.

## Bevölkerung
Die Einwohnerzahlen entwickelten sich wie folgt:
| Jahr      | 1798 | 1850 | 1900 | 1930 | 1950 | 1960 | 1970 | 1980 | 1990 | 2000 | 2010 | 2020 |
| Einwohner | 234  | 442  | 404  | 487  | 493  | 611  | 694  | 674  | 715  | 806  | 805  | 883  |

Am 31. Dezember 2023 lebten 994 Menschen in Full-Reuenthal, der Ausländeranteil betrug 22,3 %.  Bei der Volkszählung 2015 bezeichneten sich 56,4 % als römisch-katholisch und 17,4 % als reformiert; 26,2 % waren konfessionslos oder gehörten anderen Glaubensrichtungen an. 95,4 % gaben bei der Volkszählung 2000 Deutsch als ihre Hauptsprache an, 1,1 % Italienisch, 1,0 % Portugiesisch und 0,7 % Albanisch.

## Politik und Recht
Die Versammlung der Stimmberechtigten, die Gemeindeversammlung, übt die Legislativgewalt aus. Ausführende Behörde ist der fünfköpfige Gemeinderat. Er wird im Majorzverfahren vom Volk gewählt, seine Amtsdauer beträgt vier Jahre. Der Gemeinderat führt und repräsentiert die Gemeinde. Dazu vollzieht er die Beschlüsse der Gemeindeversammlung und die Aufgaben, die ihm vom Kanton zugeteilt wurden. Für Rechtsstreitigkeiten ist in erster Instanz das Bezirksgericht Zurzach zuständig. Full-Reuenthal gehört zum Friedensrichterkreis XVII (Zurzach).

## Wirtschaft
In Full-Reuenthal gibt es gemäss der im Jahr 2015 erhobenen Statistik der Unternehmensstruktur (STATENT) rund 270 Arbeitsplätze, davon 53 % in der Landwirtschaft, 22 % in der Industrie und 25 % im Dienstleistungssektor. Wichtigster Arbeitgeber ist die Wauwiler Champignons AG, der grösste Champignon-Zuchtbetrieb der Schweiz. Die meisten Erwerbstätigen sind Wegpendler und arbeiten in den Nachbargemeinden oder in der Region Baden.

## Verkehr

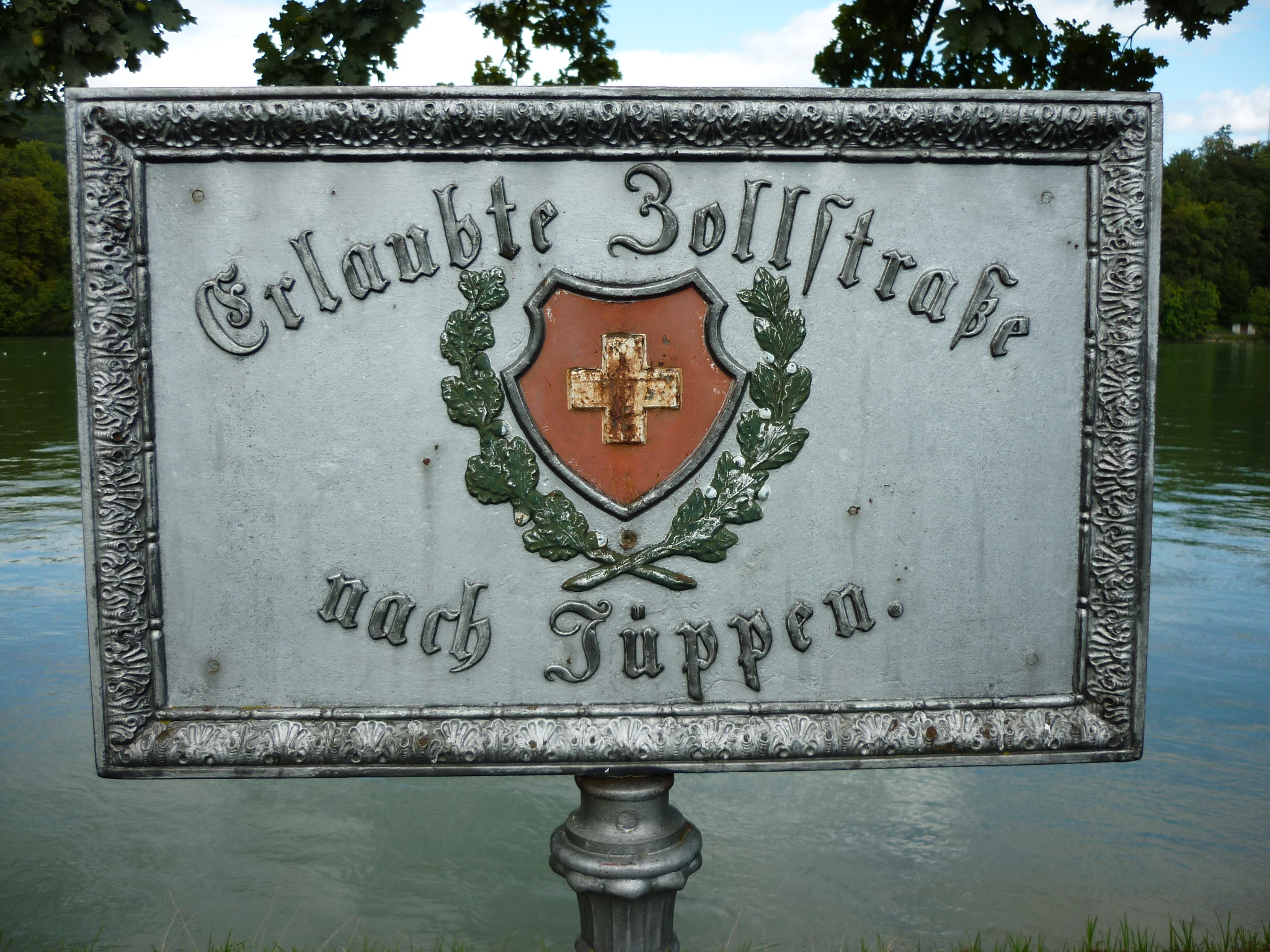
Jüppen

Zwischen Full und Reuenthal verläuft die Hauptstrasse 7 von Basel nach Winterthur, beide Ortsteile sind durch Nebenstrassen mit dieser verbunden. Die Gemeinde wird durch die Postautolinie vom Bahnhof Koblenz nach Leibstadt erschlossen. Von Jüppen aus verkehrt die Fähre Full–Waldshut über den Rhein nach Waldshut; es ist die einzige Fähre des Kantons Aargau, die nach einem festen Fahrplan verkehrt.

## Bildung
In Full gibt es einen Kindergarten und ein Schulhaus, in dem die Primarschule unterrichtet wird. Die Realschule und die Bezirksschule können in Leuggern besucht werden, die Sekundarschule in Leibstadt. Die nächstgelegenen Gymnasien sind die Kantonsschule Baden und die Kantonsschule Wettingen.

## Persönlichkeiten
- Heinrich Villiger (1930–2025), Unternehmer, lebte zuletzt in Full-Reuenthal